# Princess Princess
Princess Princess (プリンセス·プリンセス Purinsesu Purinsesu) é um Mangá e Anime Shōnen'ai da autoria de Mikiyo Tsuda. Produzido pelo Studio DEEN, lançado em 2006 e o mangá licenciado pela editora Panini, possuíndo 5 volumes.

## História
Tooru Kunou se muda para uma nova escola no meio do semestre, por motivos pessoais, masculina. Mas há uma tradição na escola: os meninos mais bonitos do primeiro ano são escolhidos para se vestir de meninas e animar as pessoas da escola. Tooru é um dos escolhidos e, junto com as duas outras princesas (como chamam os meninos que tem que se vestir de meninas), Yujiro Shihoudani e Mikoto Yutaka, terá de animar a escola e enfrentar certas dificuldades que encontrará no caminho.

## Personagens
Tooru Kouno:personagem principal, é transferido para uma escola masculina e, por sua beleza, se torna uma "princesa" - principalmente pelos benefícios financeiros.É super gentil e amigo dos outras princesas e também de Akira,mudou para escola pois sua prima considerada por ele como irmã nutria uma paixão por ele.
Yuujiro Shihoudani: Princesa do Leste (lado leste da escola). aluno da mesma turma de Tooru que trabalha como "princesa", motivo? aparentemente, devido a um misto de egocentrismo com falta de algo melhor para fazer,é bastante egocentrico e bastante ironico tem personalidade muito parecida com Arisada.Mas tinha dificuldades para fazer laços com sua mãe e padrasto(o qual era seu professor sucendário)e seu irmão.No mangá dá a entender que tem medo em revelar sua orientação sexual várias vezes falava que não era homossexual,mas tem um laço muito forte com Tooru Kouno.
Yukata Mikoto: Princesa do Oeste (lado oeste da escola). aluno do mesmo ano, mas de outra turma e também trabalha como "princesa". foi coagido a representar este papel que odeia com todoas as forças e devido a isso, é constatemente provocado pelos demais alunos (alvo de mais provocação das demais princesas)aparentemente detesta os trabalhos de princesa ainda mais porque a sua namorada Megumi está sempre aparecendo nos eventos de princesas,acaba desenvolvendo um laço forte com o Mitaka.
Akira Sakamoto: aluno da mesma turma de Kouno e Shihoudani. é gentil, generoso, atencioco e muito organizado, além de ser muito respeitado pelos demais colegas devido ao seu irmão mais velho que se tornou uma lenda na escola (a família dele tem uma aparência duvidosa.Protagonista do mangá "Family Complex" também de Mikiyo Tsuda.
Presidente Shuya Arisada: presidente do conselho estudantil da escola, considera Sakamoto perfeito para ser seu sucessor. um dia já foi uma "princesa" também. carismático, manipulador e estrategista, parece ter planos para tudo e todos que o rodeia.Deseja colocar Akira Sakamoto no seu lugar de presidente continua na continuação pois está no 2°ano,era princesa no seu 1°ano.
Masayuki Koshino:O Conselho Estudantil vice-presidente , que é muito forte.Assim como os outros membros do conselho estudantil puxam o saco do Arisada,como está no 3°ano encerra suas atividades no conselho.
Wataru Harue: conselho estudantil tesoureiro , que é muito bom com a matemática e pode resolver equações na cabeça rapidamente.
Takahiro Tadasu:O conselho estudantil secretário , que tem a impressionante capacidade de velocidade e destreza da mão. 
Kaoru Natashou: líder do clube de economia doméstica, tem uma verdadeira paixão por seu hobbie e é responsável pelo figurino das "princesas". é apaixonado pelo estilo Gotich Lolita.
Toui C. Mitaka :A transferência de estudante que aparece pela primeira vez em quatro volumes do mangá.  Ao retornar de estudos no estrangeiro ea transferência de Fujimori, Mitaka aprende das eleições do conselho estudantil e decide correr contra o Akira,para aprender a trtar seus empregados já que no futuro assumirá a empresa da família.No começo, ele tem uma opinião muito baixa de Akira, pensando nele como maçante e não um adversário digno, o que provoca Yuujiro e Toru não gostar imensamente dele.  Ele acabou se aquece para Akira, e até o final do mangá ele é tão dedicado a ele que ele nunca é mais do que alguns metros de distância dele.Mitaka não aparecem no anime no episódio doze anos
Harumi Sakamoto:Ele é irmão mais velho de Akira e um ex-aluno de Fujimori, que era conhecido por todos que o conheciam como "Sakamoto-sama" por causa de sua incrível beleza. Ele volta durante o festival cultural para ajudar a levantar o dinheiro do conselho estudantil.Harumi normalmente é muito frio e sorri constantemente. No entanto, na presença de seu irmão mais novo, ele se torna completamente emocional e é facilmente às lágrimas (algo que Toru e Yuujiro acidentalmente aviso quando visitar Akira, como visto no capítulo de enchimento manga). 
Megumi Yoshikawa :Conhecido como Megumi-san por Mikoto devido a ela ser mais velha que ele, ela é namorada Mikoto. 
Ela tem um carinho coração e faria coisas que lhe são solicitadas por Mikoto de modo a não perturbá-lo. Além disso, ela não é totalmente certo de sentimentos Mikoto é para ela uma vez e ainda suspeita de que algo estava acontecendo entre Mikoto e as outras duas princesas. Megumi e Mikoto parecem ter uma muito boa relação de entendimento entre eles.
Makoto Yutaka :Ela é irmã mais velha Mikoto e tem uma personalidade diferente quando comparado ao seu irmão. Ela é muito forte e parece que nunca de volta para baixo, especialmente quando a situação envolve Mikoto. Ironicamente, enquanto Mikoto parece mais feminina na aparência, Makoto parece mais masculino . 
Sayaka Kouno:A filha da tia Toru e tio que o adotou, tornando-a mais jovem Toru é meia-irmã e um primo. Ela está apaixonada por Toru e é muito inflexível (ao ponto de psicose) sobre elas se casar um dia, contra a vontade do próprio Toru (como seus sentimentos por ela nunca evoluiu para além do que uma irmã).  
Shihoudani Shinnosuke :
Ele é mais jovem Yuujiro do meio-irmão, que aparece no episódio nove da anime e vol. 
5 º da manga onde ele tinha vindo com seus pais para ver seu irmão na festa da escola. 
Ele tende a ser muito tímida e em primeiro lugar é especialmente relutantes em falar com Yuujiro. 
Ele alegou que ele quer casa Yuujiro mais vezes para que ele possa casar-se com a "irmã" (Yuujiro em seu traje de princesa). 
Ryusaki:O diretor do conselho de quem está no comando da escola. Ele se tornou o diretor depois que seu pai se aposentou.  Na primeira, ele desaprovou o sistema de princesa e tentou aboli-la. Ryusaki só aparece no anime, e muito parecido com Mitaka na aparência e personalidade.

## Abertura e Encerramento
Abertura: Because I Met You de Atsushi Miyazawa
Encerramento: I Want to Give You a Smile de team-F

## Princess Princess D
É um Dorama baseado em Princess Princess.